# ドルパ郡
ドルパ郡(ドルパぐん、ネパール語：डोल्पा जिल्ला)は、ネパール北西部のカルナリ州の郡。
郡都はドゥナイ。
2021年国勢調査の人口は4万2959人。
面積は7889km²。